# CyberPeace Institute
Le CyberPeace Institute est une organisation non gouvernementale indépendante et neutre basée à Genève, qui met en lumière l'impact sociétal et humain des cyberattaques. L'institut s'engage à faire progresser l'état de droit et la protection des droits des personnes dans le cyberespace. Il est présent dans les discussions et les négociations aux Nations unies sur les lois et les normes liées au cyber, ainsi que l'utilisation des technologies de l'information et des communications. Il vient également en aide aux organisations vulnérables telles que les ONG, en renforçant leur cybersécurité et en les préparant à d'éventuelles cyberattaques. En tant qu'organisation de la société civile, le CyberPeace Institute s'engage activement pour assurer la reconnaissance de l'impact des problèmes liés à la cybersécurité sur la vie des citoyens, pour le respect des droits de l'homme et pour promouvoir la responsabilité en ligne.

## Création
Le CyberPeace Institute est créé en septembre 2019, en parallèle à la Swiss Digital Initiative, une fondation réunissant de grandes entreprises comme Microsoft, Credit Suisse, Google, Huawei, Ringier et Swisscom, qui agissent aussi pour rendre le cyberespace plus sûr. La création de ces deux organismes succède à l'organisation des Geneva Digital Talks de 2017, initiative lancée par le président de Microsoft, Brad Smith, qui souhaite positionner Genève comme un hub mondial de la régulation des technologies liées à internet.

## Missions
Les attaques contre les hôpitaux et les centres de vaccination durant la pandémie de Covid-19 ont été traités en priorité lors de la création de l'institut, mais ce dernier est né pour remplir trois missions principales.Premièrement, il aide toutes victimes de cyberattaques à se rétablir. Leur programme intitulé "CyberPeace Builders" aide notamment des organisations non gouvernementales vulnérables dans le monde entier à se préparer et à se remettre de cyberattaques. Deuxièmement, il analyse les attaques afin de comprendre leur fonctionnement et évaluer leurs dommages. Finalement, il plaide pour le respect des comportements responsables dans le cyber espace, en faisant progresser les lois et règles internationales et en jouant un rôle de lobby lors de discussions diplomatiques. L'institut a aussi pour but d'être une source d'information neutre qui fournit des informations sur les cyberattaques à un public qui n'est pas expert en la matière.
L'institut a élargi le spectre de son action en aidant des organisations non gouvernementales dans le monde entier à se préparer et à se remettre de cyberattaques grâce à leur programme: Les CyberPeace Builders. Plus récemment, lors du conflit armé contre l'Ukraine, le CyberPeace Institute a suivi les cyberattaques contre les civils et les infrastructures essentielles à leur survie, et a appelé au respect du droit international humanitaire.
Pour le domaine de la santé, il a créé la plateforme Cyber Incident Tracer, qui recense les attaques contre les hôpitaux et le personnel de santé.

## Financement et direction
L'institut est financé par quatre donateurs principaux: Hewlett-Packard, la Fondation Ford, Mastercard et Microsoft. Il dispose d'un conseil d'administration composé de Alejandro Becerra Gonzales, Kelly Born, Merle Maigre, Kate O'Sullivan, Ng Hoo Ming, Brad Smith, Khoo Boon Hui, Alexander Niejelow et Martin Vetterli, président de l'Ecole polytechnique fédérale de Lausanne (EPFL). Stéphane Duguin, précédemment employé par Europol, dirige l'organisation. Jusqu'à début 2020, Marietje Schaake était présidente de l'organisation.

## Sources
1. ↑  « Percée majeure dans la cybersécurité à Genève », sur ge.ch (consulté le 7 juin 2022)
2. ↑  « Genève accueille le CyberPeace Institute », sur GGBA, 2 octobre 2019 (consulté le 7 juin 2022)
3. ↑  (en) « Paving the way to cyber peace », sur  Geneva Solutions (consulté le 7 juin 2022).
4. 1 2  « Cybersécurité: action pour aider les humanitaires honorée à Genève », sur SWI swissinfo.ch (consulté le 7 juin 2022)
5. ↑  « Le CyberPeace Institute voit le jour à Genève », Le Temps,‎ 26 septembre 2019 (ISSN 1423-3967, lire en ligne, consulté le 7 juin 2022)
6. ↑  « Le Cyberpeace Institute : une ONG pour défendre la « cyberpaix » », Le Monde.fr,‎ 26 septembre 2019 (lire en ligne, consulté le 10 juin 2022)
7. ↑  Sean Lyngaas CNN, « Aid groups helping Ukraine face both cyber and physical threats », sur CNN (consulté le 1er juin 2022)
8. ↑  (en) « Cyber Incident Tracer #HEALTH », sur Cyber Incident Tracer #HEALTH (consulté le 23 juin 2022)
9. ↑  (en) « Big companies back new CyberPeace Institute in Geneva » [web], sur Swissinfo.ch, 26 septembre 2019
10. ↑  (en-US) « Announcement regarding the President of the CyberPeace Institute », sur CyberPeace Institute, 1er janvier 2022 (consulté le 23 juin 2022)